# Alineamiento (Israel)
Alineamiento (hebreo: המערך, ha-Maarakh) fue una coalición política de centroizquierda en Israel que fue establecida en 1965 entre el partido Mapai y el movimiento Ajdut HaAvodá - Poalei Tzion, pero fue disuelta tres años después cuando estos dos partidos y el partido Rafi se unieron para formar el Partido Laborista Israelí. En las elecciones legislativas de Israel de 1969 se presentó una nueva coalición llamada El Alineamiento y que estaba formada por el Partido Laborista Israelí y el Mapam, esta coalición obtuvo 63 escaños, la única mayoría absoluta lograda en la Knéset.

## El primerAlineamiento
El primer Alineamiento, de nombre completo ha-Maarakh Poalé le-Ahdut Eretz Yisrael (hebreo: המערך לאחדות פועלי ארץ ישראל, EL Alineamiento por la Unidad de los Trabajadores de la Tierra de Israel), fue una alianza del Mapai y el Ajdut HaAvodá - Poalei Tzion para presentarse en las elecciones legislativas de Israel de 1965. Su formación fue la respuesta a la fusión de los dos partidos de la derecha de Israel, Herut y el Partido Liberal para formar el Gahal, y para tratar de preservar la hegemonía de la izquierda en la política israelí.
En las elecciones, el Alineamiento obtuvo el 36,7% de los votos y 45 de los 120 escaños de la Knéset, suficientes para derrotar fácilmente al Gahal, que sólo había sacado 26, aunque no tantos como Mapai , formación que había obtenido buenos resultados en las elecciones parlamentarias de 1951 y de 1959. El líder del partido, Levi Eshkol, formó un gobierno de coalición con el Partido Nacional Religioso, el Mapam, los liberales independientes, el partido Poalé Aguddat Yisrael y dos partidos árabes israelíes asociados al Alineamiento, Progreso y Desarrollo y Cooperación y Hermandad.
El 23 de enero de 1968 Ahdut ha-Avodá y el Mapai se fusionaron con el partido Rafi (aunque el líder del Rafi, David Ben-Gurion se negó a unirse, y dejó el partido para formar su propia facción, la Lista Nacional) y sumarse al Partido Laborista Israelí, de este modo el Alineamiento dejó de existir.

## El segundoAlineamiento

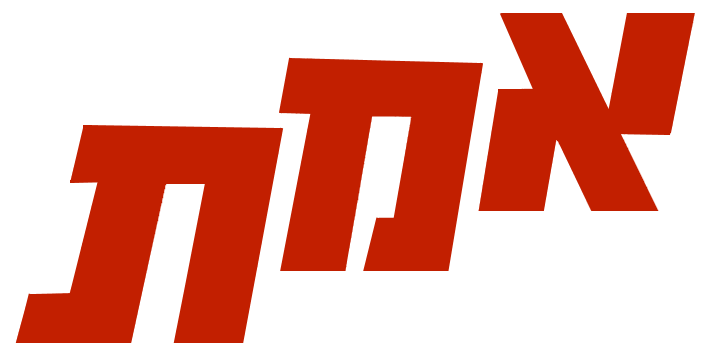
Símbolo utilizado por el Alineamiento en el ciclo electoral de 1969.

El 28 de enero de 1969 el Partido Laborista Israelí formó una alianza con el Mapam, que fue llamada El Alineamiento. La alianza obtuvo 63 escaños, la única vez que una facción sólo ha conseguido una mayoría absoluta en la Knéset. Cuando Levi Eshkol murió el 26 de febrero de 1969, fue sucedido por Golda Meir, la primera y única mujer que fue Primer ministro de Israel, haciendo de Israel uno de los primeros países del mundo que tenía una mujer al frente del gobierno.
El éxito obtenido a la Guerra de los Seis Días ayudó a la popularidad del partido, y trajo a su amplia victoria en las elecciones de 1969. A pesar de que perdió la mayoría, obtuvo el 46,2% de los votos y 56 escaños. Meir continuó con un gobierno de unidad nacional, incluyendo al Gahal, el Partido Nacional Religioso, el Partido Liberal Independiente, Progreso y Desarrollo, Cooperación y Hermandad hasta 1970, cuando el Gahal renunció después de que el gobierno había decidido, en principio, aprobar el Plan Rogers, aunque en última instancia, decidió no hacerlo. Durante la sesión de la Knéset, el partido obtuvo un escaño cuando Meir Avizohar desertó de la Lista Nacional.

### 1970
La séptima Knéset también fue testigo del evento que provocaría la caída política del partido. El 6 de octubre de 1973, los israelíes estaban observando la fiesta de Yom Kipur cuando fue lanzado un ataque por sorpresa por parte de Egipto y Siria, dando lugar a la guerra de Yom Kipur. Aunque Israel recuperó poco después el territorio que había perdido, la guerra fue considerada como un fracaso por todo el mundo, y el gobierno fue objeto de fuertes críticas. Fue creada una comisión para examinar las circunstancias que provocaron la guerra.
Pero antes de que la comisión publicara los resultados, se celebraron las elecciones legislativas de Israel de 1973. La ira contra el gobierno todavía no era significativa, y el Alineamiento obtuvo todavía el 39,6% de los votos y 51 escaños, mientras que el Likud, nuevo partido mayoritario de derechas, obtuvo 39 escaños y se mostraba por primera vez como alternativa seria de gobierno. Meir formó una coalición con el Partido Nacional Religioso y los liberales independientes, pero diez días después, el 1 de abril de 1974, la comisión publicó sus resultados. Meir dimitió, a pesar de que el informe no la hacía responsable a ella sino a su ministro de defensa, Moshe Dayan.
Isaac Rabin asumió la dirección del Partido Laborista, superando a Shimon Peres en la lucha por el liderazgo. Esta batalla condujo a una larga pelea entre los dos, después de que Isaac Rabin describiera a Peres, como un intrigante incansable en su autobiografía. Rabin formó un nuevo gobierno con Ratz, los liberales independientes, Progreso y Desarrollo y la Lista Árabe de los Beduinos y los Aldeanos, otro partido árabe israelí asociada con el Alineamiento. El Partido Nacional Religioso se unió a la coalición poco después, aunque su llegada precipitó la salida del laicista Rats.
También empezaron las divisiones internas del partido, como la escisión del Mapam, de Progreso y Desarrollo y la Lista Árabe, que habían entrado en la órbita del Alineamiento durante el mandato de Isaac Rabin. Aunque el Mapam volvió a la unión, los dos partidos árabes rompieron sus vínculos con el partido, y fueron unidos para crear la Lista Árabe Unida. Dos miembros de la Knéset, los judíos Aryeh Eliav y Mordechai Ben-Porat también abandonaron el partido, el primero pasó a formar parte del partido Yaad y el Movimiento por los Derechos Civiles y después la Facción Socialista Independiente, mientras que este último continuó siendo un senador independiente.
El 1976 el gobierno de Alineamiento fue afectado por el asunto Yadlin de transacciones financieras ilegítimas por miembros de alto rango del partido, en particular los judíos Asher Yadlin y Avraham Ofer. Al año siguiente, Isaac Rabin fue víctima de un doble escándalo, cuando se reveló que su mujer Leah Rabin tenía una cuenta bancaria en moneda extranjera, ilegal en Israel en aquel momento. El episodio que fue conocido como asunto de la cuenta en dólares. También tomó la responsabilidad de una aparente violación del Shabat en una base de la Fuerza Aérea de Israel. Rabin dimitió por el incidente anterior, y Shimon Peres asumió el cargo de Primer ministro de Eretz Israel, poco tiempo antes de las siguientes elecciones.

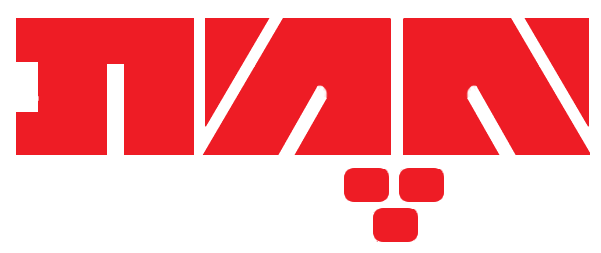
Símbolo del Alineamiento en el ciclo electoral 1977.

Shimon Peres dirigió el partido en las elecciones de 1977, fecha que resultó ser un punto de inflexión histórico en la historia política de Israel: por primera vez la izquierda fue derrotada. El Alineamiento sólo obtuvo el 24,6% de los votos, una disminución de más de un tercio, y logró sólo 32 escaños. En contraste el Likud de Menahem Begin obtuvo 43 escaños. Begin fue capaz de formar un gobierno de coalición de derecha con Shalom Tzion (que rápidamente se fusionó con el Likud), el Partido Nacional Religioso, Aguddat Yisrael, y el Movimiento Democrático por el Cambio (Dash). Incluso después de que el "Dash" se desintegró, Begin todavía tenía mayoría.
A pesar de que la desastrosa guerra de Yom Kipur fue un factor en la dura derrota del partido, las acusaciones de corrupción y nepotismo (resaltado por varios escándalos) y la ira por la presunción de parcialidad del partido hacia los judíos asquenazitas sobre los judíos mizrahim también jugaron un papel importante en el resultado de las elecciones.
Más vergonzoso para el Alineamiento fue la oferta que hizo Menahem Begin para asumir el cargo de ministro de asuntos exteriores a Moshe Dayan, a pesar de que su partido no estaba en la coalición. Dayan aceptó la oferta y fue expulsado de su propio partido. Después de presentarse como independiente, fundó el partido Telem. 
Sin embargo, el Alineamiento todavía tenía un papel importante que jugar, puesto que ayudó a aprobar los Acuerdos de Camp David y el Tratado de Paz entre Israel y Egipto en la Knéset. Esto era necesario, puesto que muchos diputados del Likud se habían separado para formar partidos de oposición (Un Israel, Rafi, la Lista Nacional, el partido Tehiyá y el diputado Yosef Tamir como independiente) así como varios diputados (incluyendo entre ellos a Ariel Sharon e Isaac Shamir) que se abstuvieron en la votación correspondiente. A pesar de perder, Moshé Dayán, el partido recibió a dos exdiputados del "Dash", Zeidan Atashi y David Golomb que abandonaron el partido laico Shinui.

### 1980
El partido se recuperó bien en las elecciones legislativas de Israel de 1981, puesto que obtuvo 36,6% de los votos, una mejora de 12% y 47 escaños. Aun así, el Likud obtuvo 48 escaños, lo que le permitía formar el gobierno con la ayuda del pequeños partidos de derechas y religiosos. El partido Ratz se fusionó brevemente con el Alineamiento, pero se separó de ella poco después. Sin embargo, en la sesión final de la Knéset había sacado más escaños más que su rival, puesto que dos diputados del Likud habían desertado para unirse. El Alineamiento también fue impulsada cuando los liberales independientes se incorporan en 1984.
Con Shimon Peres todavía al frente del partido, las elecciones de 1984 resultaron en punto muerto. Aunque el Alineamiento obtuvo 44 escaños y el Likud 41, no pudieron reunir suficiente apoyo de los partidos más pequeños para formar un gobierno (el partido más grande siguiente tenía sólo cinco escaños, y dos de los pequeños partidos de izquierda, Jadash y Lista Progresista por la Paz. no eran vistos como potenciales socios de la coalición, debido a sus posiciones radicales). Por su parte, el Likud se encontró en la misma situación, ya que resultaba imposible trabajar con el partido radical Kach del rabino Meir Kahane. El resultado fue una gran coalición del Alineamiento, el Likud, el Partido Nacional Religioso, Aguddat Yisrael, Shas, Morashá, Shinui y Ometz (que más tarde se fusionó con el Likkud). Con 97 escaños, fue la coalición más grande en la historia política de Israel, aparte de los gobiernos de unidad nacional.
Shimon Peres, y el nuevo líder del Likud, Isaac Shamir, acordaron compartir el poder, con Shimon Peres como Primer ministro los dos primeros años de la legislatura y Isaac Shamir los dos últimos. Cuando se hizo cargo Isaac Shamir, el partido laico Shinui abandonó la coalición. El Alineamiento acabó la sesión con seis diputados menos, puesto que el Mapam se separó nuevamente, ya que este partido estaba en contra de compartir el poder con Isaac Shamir. El partido también perdió a un diputado del Ratz (Yossi Sarid), y a uno a Shinui (Yitzhak Artzi) y a otro del nuevo Partido Árabe Democrático (Abdulwahab Darawshe), pero los reemplazó cuando los tres diputados del Yachad se fusionaron en el Alineamiento.
El resultado de las elecciones de 1988 también fue ambiguo, ya que el Likud obtuvo 40 escaños y el Alineamiento 39. Se formó otro acuerdo de reparto de poder, la nueva coalición contaba con 97 miembros y estaba integrada por el Likud, el Alineamiento, el Partido Nacional Religioso, el Shas, Aguddat Yisrael y Deguel ha-Torá.
Aun así, en 1990 Shimon Peres hizo una oferta para poder gobernar en solitario a través de la creación de una coalición de 61 escaños con los ultra-ortodoxos del partido Shas, Aguddat Yisrael y Déguel ha-Torá y los izquierdistas del Mapam, Ratz y el Shinui. Finalmente, la oferta no cuajó y el Alineamiento fue expulsado de la coalición los últimos dos años del mandato en la Knéset. El partido también perdió un escaño, Efraim Gur, que creó la Unidad para la Paz e Inmigración antes de ingresar en el Likud. El asunto fue conocido en Israel como una maniobra política de juego sucio. El 7 de octubre de 1991, el Alineamiento se fusionó totalmente con el Partido Laborista Israelí.

## Resultados electorales
| Año  | Líder        | Votos        | %     | Resultado | +/- | Gob                   |
| ---- | ------------ | ------------ | ----- | --------- | --- | --------------------- |
| 1965 | Levi Eshkol  | 443.379 (#1) | 36,7% | 45/120    | 7 a | Gobierno              |
| 1969 | Golda Meir   | 632.035 (#1) | 46,2% | 56/120    | 7 b | Gobierno              |
| 1973 | Golda Meir   | 621.183 (#1) | 39,6% | 51/120    | 5   | Gobierno              |
| 1977 | Shimon Peres | 430.023 (#2) | 24,6% | 32/120    | 19  | Oposición             |
| 1981 | Shimon Peres | 708.536 (#2) | 36,6% | 47/120    | 15  | Oposición             |
| 1984 | Shimon Peres | 724.074 (#1) | 34,9% | 44/120    | 3   | Gobierno              |
| 1988 | Shimon Peres | 685.363 (#2) | 30,0% | 39/120    | 5   | Gobierno (1988-1990)  |
| 1988 | Shimon Peres | 685.363 (#2) | 30,0% | 39/120    | 5   | Oposición (1990-1991) |

a Respecto a la suma de Mapai y Ahdut HaAvoda en 1961.
b Respecto a la suma de Alineamiento con Rafi y Mapam en 1965.